# Pachalum
Pachalum (del juego de pachecas —machetes o varas— a la sombra de un árbol de Chalum  o ceiba) es un municipio del departamento de El Quiché, Guatemala. Tiene una extensión de 100 km² ubicada en las estribaciones de la sierra de Chuacús. El municipio tiene una población de 9,000 habitantes, en su mayoría ladinos (84%) y 15% k'ichés.
Hasta 1986, Pachalúm fue una aldea del municipio de Joyabaj. En 1984 se reiniciaron los trámites para desligarse de Joyabaj y se logró el reconocimiento como municipio mediante el acuerdo gubernativo 377-86 del 27 de junio de 1986.

## Toponimia
El nombre «Pachalum» se originó del «Juego de Pachecas» que se practicaba bajo la sombra de una ceiba, o «Chalum». Durante las primeras décadas del siglo xx se veía practicar a los hombres esgrima —ya fuera con espadas o con machetes— bajo la sombra de frondosos árboles de Chalum; cuando practicaban, lo hacían con pequeños palos —o pachecas—.  Este juego fue herencia de la conquista española y se practicaba para obtener el respeto de las damas.

## Economía
Su producción agropecuaria incluye maíz, frijol, banano, jocote, durazno, mango, tomate, loroco, flor de izote, caña de azúcar. Su producción artesanal incluye productos de cuero, tejidos típicos de algodón, cerámica y panela.

## División política
Según el Acuerdo Gubernativo 377-86 —publicado en el Diario de Centro América el 7 de julio de 1986—, se creó el municipio en el departamento de El Quiché y según el 537-87 publicado en el diario oficial el 31 de julio de 1987— se integró al departamento de Quiché.  Quedó integrado con una extensión territorial de 62 km cuadrados; además de la cabecera municipal,  existen ocho aldeas, trece caseríos y cinco parajes.
| División | Nombre                                                       | Caseríos                                                     |
| -------- | ------------------------------------------------------------ | ------------------------------------------------------------ |
| Aldeas   | Las Moritas                                                  | El Naranjito                                                 |
| Aldeas   | Los Altos                                                    | Piedras Blancas                                              |
| Aldeas   | El Cimarrón                                                  | Caseríos Toro Seco, Las Minas y San José El Jute             |
| Aldeas   | El Ciprés                                                    | Ciprés Segundo Centro                                        |
| Aldeas   | Llano Grande                                                 | San Vicente                                                  |
| Aldeas   | Agua Zarca                                                   | Tamarindo y Trapichitos                                      |
| Aldeas   | Volcancillos                                                 | Veguitas de Mercedes, Guachipilín, El Anono y Tablones       |
| Aldeas   | Las Vegas                                                    | N/A                                                          |
| Parajes  | La Laguna Seca, San Isidro, El Maguey, San Miguel e Incienso | La Laguna Seca, San Isidro, El Maguey, San Miguel e Incienso |

## Geografía física

### Accidentes geográficos
Pachalúm está enclavado en la Sierra de Chuacús, específicamente al pie del cerro de Tuncaj, de donde descienden varios manantiales que surten de agua a la región. También está próximo al río Motagua, cuyos afluentes, los ríos Las Vegas y Tumbadero, humedecen el terreno de la localidad.  Específicamente, el río Tumbadero es el límite geográfico con el municipio de Granados en Baja Verapaz y aunque su cauce alcanza normalmente los tres metros de profundidad, puede alcanzar los cinco metros en la época lluviosa.

### Clima
La cabecera municipal de Pachalúm tiene clima tropical (Clasificación de Köppen: Aw).
| Parámetros climáticos promedio de Pachalúm | Parámetros climáticos promedio de Pachalúm | Parámetros climáticos promedio de Pachalúm | Parámetros climáticos promedio de Pachalúm | Parámetros climáticos promedio de Pachalúm | Parámetros climáticos promedio de Pachalúm | Parámetros climáticos promedio de Pachalúm | Parámetros climáticos promedio de Pachalúm | Parámetros climáticos promedio de Pachalúm | Parámetros climáticos promedio de Pachalúm | Parámetros climáticos promedio de Pachalúm | Parámetros climáticos promedio de Pachalúm | Parámetros climáticos promedio de Pachalúm | Parámetros climáticos promedio de Pachalúm |
| Mes                                        | Ene.                                       | Feb.                                       | Mar.                                       | Abr.                                       | May.                                       | Jun.                                       | Jul.                                       | Ago.                                       | Sep.                                       | Oct.                                       | Nov.                                       | Dic.                                       | Anual                                      |
| ------------------------------------------ | ------------------------------------------ | ------------------------------------------ | ------------------------------------------ | ------------------------------------------ | ------------------------------------------ | ------------------------------------------ | ------------------------------------------ | ------------------------------------------ | ------------------------------------------ | ------------------------------------------ | ------------------------------------------ | ------------------------------------------ | ------------------------------------------ |
| Temp. máx. media (°C)                      | 26.5                                       | 27.3                                       | 28.8                                       | 28.9                                       | 28.7                                       | 27.4                                       | 27.3                                       | 27.4                                       | 26.8                                       | 26.5                                       | 26.4                                       | 26.3                                       | 27.4                                       |
| Temp. media (°C)                           | 20.0                                       | 20.1                                       | 21.8                                       | 22.4                                       | 22.7                                       | 22.3                                       | 22.1                                       | 21.9                                       | 21.6                                       | 21.2                                       | 20.4                                       | 19.7                                       | 21.4                                       |
| Temp. mín. media (°C)                      | 13.5                                       | 13.6                                       | 14.9                                       | 16.0                                       | 16.7                                       | 17.3                                       | 17.0                                       | 16.5                                       | 16.4                                       | 15.9                                       | 14.5                                       | 13.2                                       | 15.5                                       |
| Precipitación total (mm)                   | 3                                          | 7                                          | 12                                         | 35                                         | 111                                        | 247                                        | 168                                        | 127                                        | 208                                        | 121                                        | 28                                         | 5                                          | 1072                                       |
| Fuente: Climate-Data.org                   |                                            |                                            |                                            |                                            |                                            |                                            |                                            |                                            |                                            |                                            |                                            |                                            |                                            |

### Ubicación geográfica
El municipio de Pachalúm geográficamente se ubica en el suroriental del departamento de El Quiché y se encuentra situado en la región VII Quiché-Huehuetenango. Tiene una ubicación geográfica de 14°55‟31,8” latitud norte y 90°39′52″ longitud oeste y se encuentra localizado a una altitud desde 759 m s. n. m. en el Caserío San Vicente y 2020 m s. n. m. en el Caserío Los Tunales.
Sus límites y colindancias son las siguientes:
| Orientación | Municipio              | Caseríos                                                                                           |
| ----------- | ---------------------- | -------------------------------------------------------------------------------------------------- |
| Norte       | Joyabaj                | Comunidades de Las Asucenas y Tres Cruces                                                          |
| Norte       | Cubulco                | Comunidad de Chuapec                                                                               |
| Norte       | Granados               | Comunidad de Las Cuevas                                                                            |
| Este        | Granados               | fincas Cotón, Pachaluncito, La Unión y San José y con el río Saltán o Tumbadero de por medio       |
| Oeste       | Joyabaj                | Comunidades de Chimusché, Las Cuevas, Tres Cruces III, El Portezuelo, Xexpup y Santa Elena Chichop |
| Sur         | San Martín Jilotepeque | comunidades de La Vega de Godínez, El Capulín y El Pumay y con el río Motagua de por medio.        |

| Noroeste: Joyabaj, municipio del departamento de Quiché                       | Norte: Joyabaj, municipio del departamento de Quiché Cubulco y Granados, municipios del departamento de Baja Verapaz | Nordeste: Granados, municipio del departamento de Baja Verapaz |
| Oeste: Joyabaj, municipio del departamento de Quiché                          | | Este: Granados, municipio del departamento de Baja Verapaz     |
| Suroeste: San Martín Jilotepeque, municipio del departamento de Chimaltenango | Sur: San Martín Jilotepeque, municipio del departamento de Chimaltenango                                             |                                                                |

## Gobierno municipal
Los municipios se encuentran regulados en diversas leyes de la República, que establecen su forma de organización, lo relativo a la conformación de sus órganos administrativos y los tributos destinados para los mismos.  Aunque se trata de entidades autónomas, se encuentran sujetos a la legislación nacional y las principales leyes que los rigen desde 1985 son:
| N.º | Ley                                                | Descripción |
| --- | -------------------------------------------------- | --- |
| 1   | Constitución Política de la República de Guatemala | Tiene una regulación legal específica para los municipios en los artículos 253 al 262. |
| 2   | Ley Electoral y de Partidos Políticos              | Ley de carácter constitucional aplicable a los municipios en el tema de la conformación de sus autoridades electas. |
| 3   | Código Municipal                                   | Decreto 12-2002 del Congreso de la República de Guatemala. Tiene la categoría de ley ordinaria y contiene preceptos generales aplicables a todos los municipios, e inclusive contiene legislación referente a la creación de los municipios.             |
| 4   | Ley de Servicio Municipal                          | Decreto 1-87 del Congreso de la República de Guatemala. Regula las relaciones entra la municipalidad y los servidores públicos en materia laboral. Tiene su base constitucional en el artículo 262 de la constitución que ordena la emisión de la misma. |
| 5   | Ley General de Descentralización                   | Decreto 14-2002 del Congreso de la República de Guatemala. Regula el deber constitucional del Estado, y por ende del municipio, de promover y aplicar la descentralización y desconcentración económica y administrativa.                                |

El gobierno de los municipios está a cargo de un Concejo Municipal mientras que el código municipal —ley ordinaria que contiene disposiciones que se aplican a todos los municipios— establece que «el concejo municipal es el órgano colegiado superior de deliberación y de decisión de los asuntos municipales […] y tiene su sede en la circunscripción de la cabecera municipal»; el artículo 33 del mencionado código establece que «[le] corresponde con exclusividad al concejo municipal el ejercicio del gobierno del municipio».
El concejo municipal se integra con el alcalde, los síndicos y concejales, electos directamente por sufragio universal y secreto para un período de cuatro años, pudiendo ser reelectos.
Existen también las Alcaldías Auxiliares, los Comités Comunitarios de Desarrollo (COCODE), el Comité Municipal del Desarrollo (COMUDE), las asociaciones culturales y las comisiones de trabajo. Los alcaldes auxiliares son elegidos por las comunidades de acuerdo a sus principios y tradiciones, y se reúnen con el alcalde municipal el primer domingo de cada mes, mientras que los Comités Comunitarios de Desarrollo y el Comité Municipal de Desarrollo organizan y facilitan la participación de las comunidades priorizando necesidades y problemas.
Los alcaldes que ha habido en Pachalúm son:
| Año       | Nombre                            | Obras |
| --------- | --------------------------------- | --- |
| 1986-1991 | Vicente de la Roca                | Su período no fue muy exitoso, principalmente por el desconocimiento del manejo municipal. |
| 1991-1996 | Rafael Elías                      | Se enfocó en el desarrollo de la localidad. |
| 1996-2008 | Reynabel Estrada Roca             | Sirvió durante tres períodos. Entre sus obras están: - la carretera asfaltada entre Pachalum y la ciudad de Guatemala, vía Concuán - el edificio del Mercado - el Hotel Municipal - el Coliseo deportivo - pavimentación del área urbana - proyecto de Riego, dirigido por un comité encabezado por Hugo Lorenzo Duarte Estrada |
| 2008-2012 | Selvin Boanerges García Velásquez | Por sus esfuerzos para mejorar la calidad de vida en el hemisferio, la Universidad Internacional de Florida —FIU—, en los Estados Unidos, la Oficina del Alcalde de Miami y el Condado de Dade, en el estado de la Florida, otorgaron a la municipalidad de Pachalúm el premio de reconocimiento a las mejores prácticas municipales, durante la gestión de . Asimismo, la presentación del alcalde fue calificada como la mejor de las realizadas durante la Décima Conferencia Interamericana de Alcaldes y Autoridades Locales, en Miami.[cita requerida] A la conferencia llegaron alcaldes de ciento cuarenta y ocho municipios de treinta y siete países de Latinoamérica, y fueron galardonadas sólo cinco comunas; Guatemala consiguió el premio principal, pues Pachalúm demostró la eficacia del trabajo comunal que se realizaba en su jurisdicción municipal.[cita requerida] Pero el 26 de mayo de 2016, la Comisión Internacional Contra la Impunidad en Guatemala informó que junto con el Ministerio Público y la Policía Nacional Civil capturaron a tres exdiputados del Congreso de la República, y presentaron siete solicitudes de antejuicio contra diputados de la VIII Legislatura por la presunta comisión de delitos a través de la contratación excesiva e innecesaria y la creación de plazas fantasma en el Congreso. Entre los acusados está el exalcalde de Pachalúm, Selvin Boanerges García Velásquez, a quien se le presentó solicitud de levantar inmunidad para ser investigado por los delitos de abuso de autoridad y peculado por sustracción. De acuerdo a los entes investigadores, los miembros de la Junta Directiva del Congreso de la República en el período 2014 y 2015 realizaron un gran número de contrataciones que al menor escrutinio presentan una serie de irregularidades evidentes e ilegales; esta forma de contratación irregular de personal para los miembros de la Junta Directiva se convirtió en una práctica habitual y aceptada a pesar de su evidente ilegalidad, no solo por el completo irrespeto a las formas del proceso de contratación, sino por la no asistencia a trabajar de las personas contratadas en la sede del Congreso, lugar asignado para la prestación del servicio. |

## Historia

### Época colonial
José de Alvarado —familiar del conquistador Pedro de Alvarado— recibió de la Capitanía General de Guatemala ciento veintiocho caballerías en la región de Santa María Xoyavaj, dando origen a los establecimientos de colonizadores españoles en la región.  Pachalúm se menciona por primera vez en 1817, reconocido por unos trapiches que se establecieron con familias de San Martín Jilotepeque, Santa Cruz El Chol y gran parte del resto del moderno departamento de Baja Verapaz.

### Tras la Independencia de Centroamérica

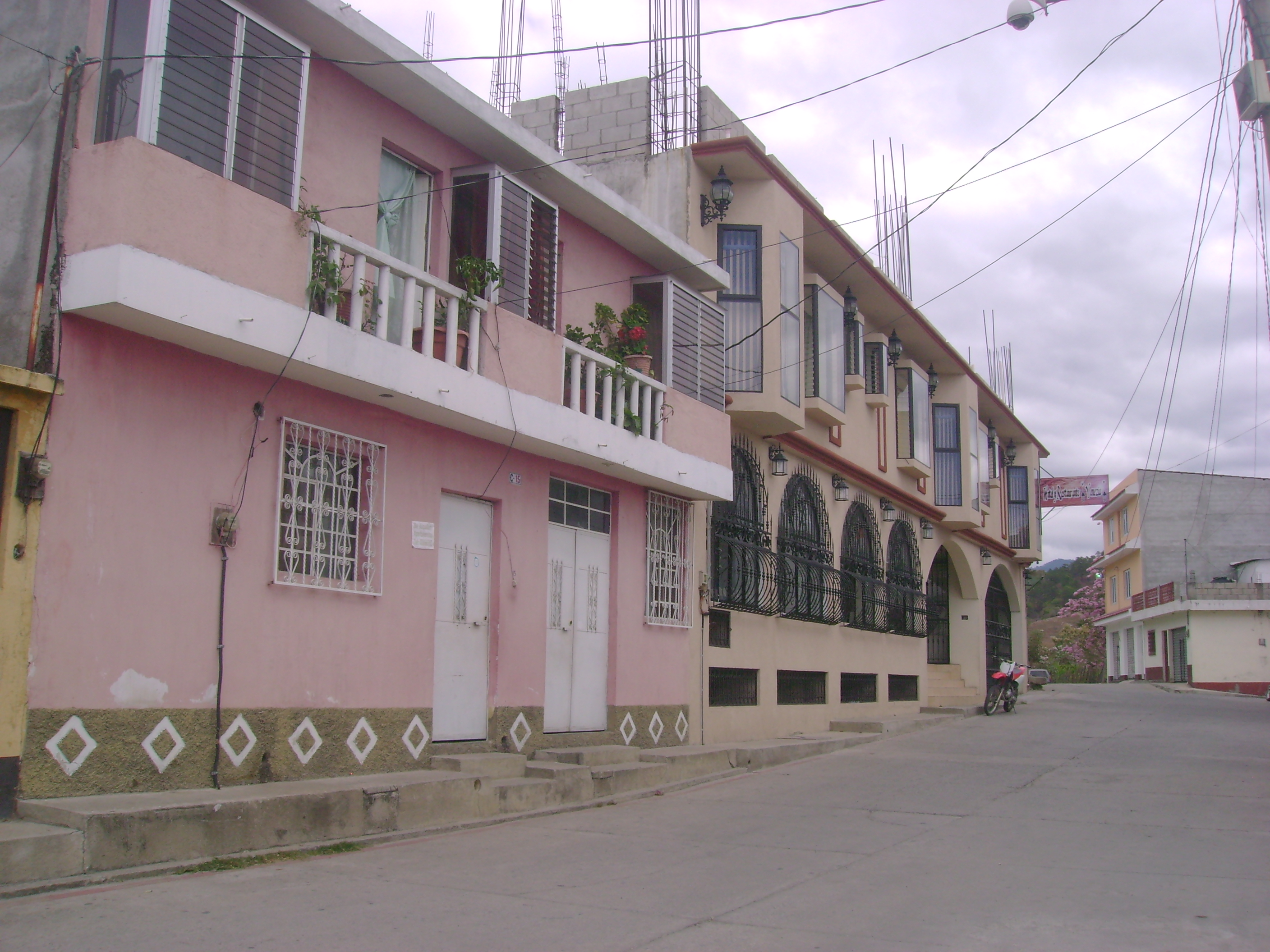
Construcciones de dos niveles en la cabecera municipal, en 2006.

Tras el derrocamiento del gobierno conservador del mariscal Vicente Cerna y Cerna en 1871, las familias de líderes revolucionarios que apoyaron el movimiento de la Reforma Liberal solicitaron a la municipalidad de Joyabaj que el caserío de Pachalúm se fuera elevado a la categoría de aldea, lo que se consiguió el 9 de agosto del año 1872.  En reunión de ancianos y líderes acordaron realizar la feria de la localidad en honor no a un único santo, sino en honor a todos, para que de esta forma todos los santos estuvieran en Paz y colaboraran en el bienestar y prosperidad del pueblo.
A principios del siglo xx Pachalum era solamente una aldea más del municipio de Joyabaj, y no contaba con ningún servicio básico. La infraestructura era muy escasa y contaba solamente con casas de adobe, calles empedradas, unos cuantos candiles para alumbrado público, lámparas en algunos negocios.  La aldea se distinguía porque sus habitantes coleccionaban caballos y precisamente por eso se inició una feria hípica en la década de 1920, la cual atrajo la visita de gitanos húngaros, quienes pretendían adivinar la suerte a los pachulunenses a cambio de sus animales. En la feria de 1929, los húngaros llevaron bestias cansadas y ancianas, pero en el mantillón les ponían alfileres para que éstas corrieran de una manera fenomenal; de esta forma engañaron a muchos habitantes de la localidad.  Cuando los habitantes descubrieron la trampa, ya no permitieron que regresaran los gitanos.

### Gobiernos revolucionarios
A mediados del siglo xx, Rosalío Estrada y un grupo de la población apoyaba la política agraria del gobierno del presidente Jacobo Árbenz Guzmán. Durante el gobierno arbencista, Estrada montaba guardia en su casa y para los días festivos y actos del 15 de septiembre en conmemoración de la Independencia de Centroamérica celebraba con fiestas en el patio de su residencia, se cantaba el Himno Nacional y se izaba la bandera. Cuando el gobierno fue derrocado por el movimiento liberacionista en junio de 1954, Estrada tuvo que huir aunque fue capturado días después, acusado de comunista.  Junto con el nuevo gobierno del coronel Carlos Castillo Armas entró a Pachalúm el grupo de José de la Roca, Timoteo Brizuela, Pablo Valdez, y Rafael Elías, quienes eran los liberacionistas de la localidad.

### Separación de Joyabaj

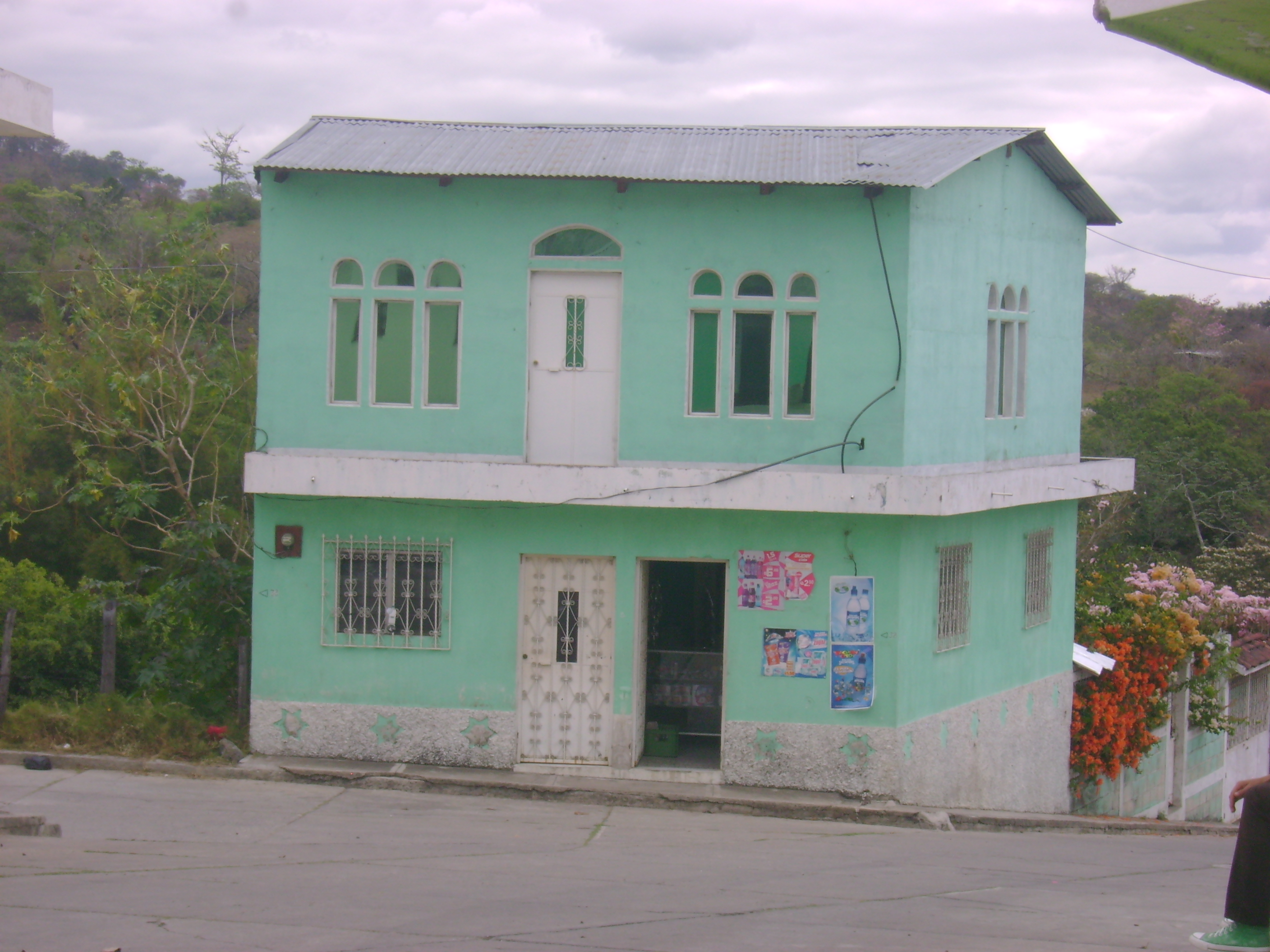
Casa particular en Pachalum en 2006. Corresponde al tipo de construcción más común en los poblados del interior de la República de Guatemala.

A principios de 1966 se realizaron los primeros trámites para desligarse de Joyabaj, ya que Pachalúm no era atendido convenientemente por las autoridades ediles de ese municipio; la idea original fue de Eusebio Valdez —conocido coloquialmente como «don Chevo»— quien sufrió atropellos el día de las elecciones municipales de Joyabaj ese año.  Se instituyó un comité pro-creación del municipio, que estuvo integrado por Cipriano Valdez, Alberto Valdez, Eraldo Pérez, Manuel Castillo Aguirre y Luis Ricardo Martínez, además de Eusebio Valdez.  Pero Castillo Aguirre era el secretario de la Municipalidad de Joyabaj, y fue acusado de brindar apoyo logístico para la secesión de la aldea de Pachulúm y tuvo huir; al poco tiempo fue capturado pero al momento de ser trasladado por la policía, sus compañeros del comité pro-creación del municipio le facilitaron la huida.
Alberto Valdez empeñó la escritura de un terreno de su propiedad para obtener doscientos quetzales para comprar una planta eléctrica, que era un requisito necesario para que una localidad fuera considerada como municipalidad.  También visitaron al presidente, el coronel Enrique Peralta Azurdia, a quien con mucho esfuerzo le compraron una medalla que le entregó personalmente la reyna de Pachalúm, Mirtala Valdez.  A pesar de todos los esfuerzos, no se consiguió que se elevara a Pachalúm a la categoría de municipio.
En 1984 se organizó nuevamente un comité para crear el municipio, encabezado por Rafael Elías, Mario Armín Estrada, Juan Adolfo Valdez, Eraldo Pérez, Abel García, Josué Estrada, Saturnino Córdova, Mario Antonio Valdez, y Erick Pérez; después de arduo trabajo y ser víctimas de amenazas lograron que la intendencia de Pachalúm se desligara del municipio de Joyabaj a través del acuerdo gubernativo 377-86 del 27 de junio de 1986 que entró en vigencia el 7 de julio del mismo año.  Rafael Elías llegó procedente del Palacio Nacional con una copia del Diario Oficial a dar la noticia.

## Infraestructura
Factor Estrada fue el realizador de los proyectos de introducción de agua potable y de energía eléctrica, así como en la construcción del Instituto de Educación Básica, en el que participó juntamente con Mario Jobel Barrios.

### Carretera Pachalúm-Cubulco
Mario Antonio Valdez Duarte y Rosendo Velásquez fueron encarcelados, por intentar construir la carretera Pachalám-Cubulco, ya que las propietarias de extensos terrenos colindantes con el centro de Pachalúm no estuvieron de acuerdo con que pasara dicha carretera por su propiedad. Mario Valdez Valdez también participó en esta iniciativa, pero logró huir y realizar las gestiones para obtener la libertad de sus compañeros.

### Carretera Pachalúm-Guatemala
La carretera Pachalúm-Guatemala, construida a iniciativa de Reinerio Estrada, Pablo Valdez, y Venancio Duarte a mediados de la década de 1970, permitió que llegaran a Pachalúm camiones de carga. Pablo Valdez, Justo Estrada, Carlos Quevedo, Factor Estrada, Saturnino Estrada, Pedro Velásquez y otros más que dirigieron la construcción de la carretera y contaron con la colaboración de Mario Valdez Valdez, quien era miembro de la guardia presidencial del general Kjell Eugenio Laugerud García e influyó en el gobernante para lograr la aprobación del proyecto del puente y de la carretera.
Otras importantes vías de comunicación hacia el municipio son:
- Carretera Pachalúm -Chimaltenango, vía San Martín Jilotepeque, la cual está asfaltada en un 70 por ciento;
- Pachalúm - Santa Cruz del Quiché, con 92 km de longitud, con solamente 16 km por asfaltar[2]

### Pachalúm: primer municipio digital de Guatemala
Pachalúm se convirtió en el primer municipio digital de Guatemala, ya que puso en marcha un proyecto integral que abarca la seguridad ciudadana y turística y vigilancia vial instalando treinta y dos cámaras digitales de vídeo en puntos estratégicos de su casco urbano. Los aparatos son monitoreados las 24 horas a través de un «call center» que tiene comunicación directa con la Policía Nacional Civil, la Policía de Tránsito y la Policía Municipal, así como con los Bomberos de la localidad. Las cámaras digitales instaladas son motorizadas tipo PTZ y cuentan con las funciones de zum óptico, audio en doble vía y puertos para alarma.
Por otra parte, sus habitantes tienen acceso gratis a Internet por medio de la tecnología Wi-Fi. Según el alcalde de Pachalúm, con este proyecto, que es financiado por la Municipalidad, se busca impactar de forma positiva en el desarrollo y calidad de vida de su población.

## Turismo
Los visitantes pueden contemplar unas largas y enroscadas carreteras serpenteando entre los barrancos, prados y montes. Además, la localidad cuenta con dos balnearios:
- Xemap: dispone de sauna, hotel y piscina. Además cuenta con canopy y un pequeño zoológico.[cita requerida]
- El Jocote: con piscinas, ranchos, pesca, y cancha de baloncesto, lago de pesca .[cita requerida]